# Liga Națională de handbal feminin 2022-2023, echipele
Acest articol prezintă componența echipelor care au participat în Liga Națională de handbal feminin 2022-2023. 
Pentru transferurile efectuate de aceste echipe, vedeți Liga Națională 2022-2023, transferuri.

### CS Minaur Baia Mare
Antrenor principal:  Andrei Popescu (din 21 aprilie 2023)
Antrenor principal:  Raul Fotonea (până pe 21 aprilie 2023)
Antrenor secund:  Andrei Popescu (până pe 21 aprilie 2023)
Antrenor pentru portari:  Daniel Apostu
| Nr. | Post            | Nume                        | Data nașterii (vârsta) | Înălțime | Selecții | Goluri | Echipă              |
| --- | --------------- | --------------------------- | ---------------------- | -------- | -------- | ------ | ------------------- |
| 1   | Portar          | Cristina Enache             | 1 mai 1994             | 1,82 m   |          | 0      | CS Minaur Baia Mare |
| 4   | Extremă dreapta | Dijana Ujkić                | 5 iulie 1996           | 1,72 m   |          | 52     | CS Minaur Baia Mare |
| 7   | Centru          | Aleksandra Vukajlović       | 7 iunie 1997           | 1,70 m   |          | 18     | CS Minaur Baia Mare |
| 9   | Extremă stânga  | Ana Maria Tănasie (căpitan) | 6 aprilie 1995         | 1,73 m   |          | 128    | CS Minaur Baia Mare |
| 10  | Extremă stânga  | Éva Kerekes                 | 7 aprilie 2001         | 1,71 m   |          | 13     | CS Minaur Baia Mare |
| 11  | Inter stânga    | Sanja Vujović1)             | 25 aprilie 1987        | 1,81 m   |          | 46     | CS Minaur Baia Mare |
| 13  | Inter stânga    | Talita Carneiro             | 17 octombrie 1996      | 1,76 m   |          | 10     | CS Minaur Baia Mare |
| 14  | Inter dreapta   | Taisia Turdeanu             | 11 ianuarie 2005       | 1,85 m   |          | 0      | CS Minaur Baia Mare |
| 17  | Inter stânga    | Raluca Tudor                | 26 decembrie 1998      | 1,80 m   |          | 42     | CS Minaur Baia Mare |
| 18  | Inter dreapta   | Aleksandra Zych             | 28 iulie 1993          | 1,86 m   |          | 2      | CS Minaur Baia Mare |
| 21  | Portar          | Amra Pandžić                | 20 septembrie 1989     | 1,78 m   |          | 0      | CS Minaur Baia Mare |
| 22  | Centru          | Luciana Popescu             | 13 octombrie 1988      | 1,76 m   |          | 61     | CS Minaur Baia Mare |
| 23  | Pivot           | Andreea Țîrle               | 2 aprilie 2002         | 1,77 m   |          | 25     | CS Minaur Baia Mare |
| 24  | Inter stânga    | Maria Groșan                | 19 aprilie 2004        | 1,82 m   |          | 0      | CS Minaur Baia Mare |
| 25  | Pivot           | Itana Čavlović              | 27 august 1997         | 1,86 m   |          | 30     | CS Minaur Baia Mare |
| 28  | Inter stânga    | Magda Cazanga               | 28 mai 1991            | 1,77 m   |          | 113    | CS Minaur Baia Mare |
| 30  | Extremă dreapta | Amalia Terciu               | 30 aprilie 2001        | 1,74 m   |          | 4      | CS Minaur Baia Mare |
| 55  | Extremă dreapta | Oana Borș                   | 27 noiembrie 2003      | 1,71 m   |          | 45     | CS Minaur Baia Mare |
| 70  | Centru          | Andreea Popa                | 3 iunie 2000           | 1,77 m   |          | 84     | CS Minaur Baia Mare |
| 71  | Portar          | Ioana Ugran                 | 15 iunie 2000          | 1,82 m   |          | 0      | CS Minaur Baia Mare |
| 99  | Inter stânga    | Anca Mițicuș                | 1 mai 1997             | 1,80 m   |          | 26     | CS Minaur Baia Mare |

1) Transferată pe 7 noiembrie 2022;

### CS Gloria 2018 Bistrița Năsăud
Antrenor principal:  Horațiu Pașca
Antrenor secund:  Marius Novanc
Antrenor pentru portari:   Mihaela Ciobanu
| Nr. | Post            | Nume                | Data nașterii (vârsta) | Înălțime | Selecții | Goluri | Echipă                  |
| --- | --------------- | ------------------- | ---------------------- | -------- | -------- | ------ | ----------------------- |
| 2   | Extremă stânga  | Nicoleta Dincă      | 2 august 1988          | 1,70 m   |          | 58     | CS Gloria 2018 Bistrița |
| 3   | Extremă stânga  | Paula Posavec       | 26 august 1996         | 1,70 m   |          | 42     | CS Gloria 2018 Bistrița |
| 4   | Centru          | Laura Pristăvița    | 20 iulie 1989          | 1,76 m   |          | 52     | CS Gloria 2018 Bistrița |
| 5   | Inter stânga    | Jelena Trifunović   | 4 august 1991          | 1,79 m   |          | 0      | CS Gloria 2018 Bistrița |
| 7   | Pivot           | Tamires Araújo      | 16 mai 1994            | 1,84 m   |          | 96     | CS Gloria 2018 Bistrița |
| 8   | Inter stânga    | Maria Țanc          | 28 septembrie 2000     | 1,72 m   |          | 1      | CS Gloria 2018 Bistrița |
| 10  | Pivot           | Florina Chintoan    | 6 decembrie 1985       | 1,78 m   |          | 66     | CS Gloria 2018 Bistrița |
| 11  | Pivot           | Noémi Mezei         | 1 decembrie 2004       | 1,72 m   |          | 2      | CS Gloria 2018 Bistrița |
| 13  | Centru          | Cristina Laslo      | 10 aprilie 1996        | 1,78 m   |          | 95     | CS Gloria 2018 Bistrița |
| 14  | Inter stânga    | Bianca Bazaliu      | 30 iulie 1997          | 1,81 m   |          | 135    | CS Gloria 2018 Bistrița |
| 17  | Extremă dreapta | Željka Nikolić      | 12 iulie 1991          | 1,64 m   |          | 41     | CS Gloria 2018 Bistrița |
| 18  | Centru          | Nina Zulić          | 4 decembrie 1995       | 1,70 m   |          | 99     | CS Gloria 2018 Bistrița |
| 20  | Portar          | Iulia Dumanska      | 15 august 1996         | 1,78 m   |          | 0      | CS Gloria 2018 Bistrița |
| 21  | Portar          | Alexandra Perianu   | 17 aprilie 2003        |          |          | 0      | CS Gloria 2018 Bistrița |
| 22  | Inter dreapta   | Natalia Striukova2) | 14 septembrie 1997     | 1,70 m   |          | 5      | CS Gloria 2018 Bistrița |
| 23  | Inter stânga    | Déborah Kpodar1)    | 3 iunie 1994           | 1,71 m   |          | 19     | CS Gloria 2018 Bistrița |
| 30  | Extremă dreapta | Sonia Seraficeanu   | 25 iulie 1997          | 1,76 m   |          | 82     | CS Gloria 2018 Bistrița |
| 44  | Inter stânga    | Krisztina Munteanu  |                        | 1,77 m   |          | 0      | CS Gloria 2018 Bistrița |
| 55  | Inter dreapta   | Melinda Terec       | 28 martie 1987         | 1,74 m   |          | 28     | CS Gloria 2018 Bistrița |
| 87  | Portar          | Renata de Arruda    | 18 februarie 1999      | 1,78 m   |          | 0      | CS Gloria 2018 Bistrița |
|     | Extremă stânga  | Oana Căprar         | 3 aprilie 2004         | 1,65 m   |          | 4      | CS Gloria 2018 Bistrița |

1) Transferată, pe 26 decembrie 2022, de la echipa franceză Neptunes de Nantes;'
2) Transferată în ianuarie 2023 la CSM Slatina;

### HC Dunărea Brăila
Antrenor principal:  Costică Buceschi (din 14 septembrie 2022)
Antrenor principal:  Neven Hrupec (până pe 14 septembrie 2022)
Antrenor pentru portari:  Iulian Emancipatu
| Nr. | Post                  | Nume                       | Data nașterii (vârsta) | Înălțime | Selecții | Goluri | Echipă            |
| --- | --------------------- | -------------------------- | ---------------------- | -------- | -------- | ------ | ----------------- |
| 1   | Portar                | Elena Șerban               | 15 octombrie 1994      | 1,78 m   |          | 0      | HC Dunărea Brăila |
| 2   | Extremă/Inter dreapta | Aneta Udriștioiu (căpitan) | 22 iunie 1989          | 1,68 m   |          | 32     | HC Dunărea Brăila |
| 5   | Inter stânga          | Alexandra Severin          | 30 martie 1998         | 1,77 m   |          | 40     | HC Dunărea Brăila |
| 7   | Extremă dreapta       | Cătălina Pisică            | 16 ianuarie 1991       | 1,74 m   |          | 2      | HC Dunărea Brăila |
| 8   | Centru                | Kristina Liščević          | 20 octombrie 1989      | 1,73 m   |          | 123    | HC Dunărea Brăila |
| 9   | Inter dreapta         | Jelena Lavko               | 6 iulie 1991           | 1,84 m   |          | 77     | HC Dunărea Brăila |
| 10  | Extremă dreapta       | Jéssica Quintino           | 17 aprilie 1991        | 1,72 m   |          | 40     | HC Dunărea Brăila |
| 11  | Inter stânga          | Karoline de Souza          | 24 aprilie 1990        | 1,81 m   |          | 3      | HC Dunărea Brăila |
| 13  | Pivot                 | Nicoleta Balog             | 17 noiembrie 1994      | 1,76 m   |          | 29     | HC Dunărea Brăila |
| 16  | Portar                | Clara Preda                | 23 iunie 2003          | 1,81 m   |          | 0      | HC Dunărea Brăila |
| 19  | Inter stânga          | Maria Kanaval              | 19 martie 1997         | 1,85 m   |          | 47     | HC Dunărea Brăila |
| 20  | Extremă stânga        | Larissa Araújo             | 1 iunie 1992           | 1,67 m   |          | 58     | HC Dunărea Brăila |
| 22  | Pivot                 | Mirabela Coteț1)           | 22 februarie 2001      | 1,75 m   |          | 0      | HC Dunărea Brăila |
| 24  | Pivot                 | Meike Schmelzer            | 19 iulie 1993          | 1,80 m   |          | 29     | HC Dunărea Brăila |
| 29  | Centru                | Francielle da Rocha        | 10 iunie 1992          | 1,66 m   |          | 76     | HC Dunărea Brăila |
| 35  | Pivot                 | Liliana Venâncio           | 19 septembrie 1995     | 1,91 m   |          | 33     | HC Dunărea Brăila |
| 66  | Inter dreapta         | Mireya González            | 18 iulie 1991          | 1,78 m   |          | 80     | HC Dunărea Brăila |
| 71  | Extremă stânga        | Jovana Sazdovska           | 27 iunie 1993          | 1,77 m   |          | 28     | HC Dunărea Brăila |
| 84  | Portar                | Mayssa Pessoa              | 11 noiembrie 1984      | 1,80 m   |          | 0      | HC Dunărea Brăila |
| 89  | Extremă stânga        | Corina Lupei2)             | 12 iulie 2002          | 1,75 m   |          | 9      | HC Dunărea Brăila |
| 96  | Extremă dreapta       | Josipa Mamić               | 7 ianuarie 1996        | 1,65 m   |          | 5      | HC Dunărea Brăila |
| 98  | Extremă stânga        | Ștefania Epureanu          | 10 noiembrie 1998      | 1,70 m   |          | 4      | HC Dunărea Brăila |
| 99  | Inter stânga          | Marija Šteriova            | 19 martie 1991         | 1,79 m   |          | 18     | HC Dunărea Brăila |

1) Transferată, pe 6 decembrie 2022, la CSM Târgu Jiu;
2) Din 8 martie 2023;

### CSM București
Antrenor principal:  Adrian Vasile
Antrenor secund:  Iulia Curea
Antrenor pentru portari:  Mehmedalija Mulabdić
| Nr. | Post            | Nume                    | Data nașterii (vârsta) | Înălțime | Selecții | Goluri | Echipă        |
| --- | --------------- | ----------------------- | ---------------------- | -------- | -------- | ------ | ------------- |
| 1   | Portar          | Laura Glauser           | 20 august 1993         | 1,80 m   |          | 0      | CSM București |
| 2   | Extremă dreapta | Mihaela Mihai           | 15 decembrie 2004      | 1,78 m   |          | 28     | CSM București |
| 3   | Inter stânga    | Emilie Hegh Arntzen     | 1 ianuarie 1994        | 1,84 m   |          | 108    | CSM București |
| 6   | Extremă dreapta | Malin Aune              | 4 martie 1995          | 1,65 m   |          | 43     | CSM București |
| 7   | Inter dreapta   | Alicia Gogîrlă          | 17 ianuarie 2003       | 1,83 m   |          | 18     | CSM București |
| 8   | Inter stânga    | Cristina Neagu          | 26 august 1988         | 1,80 m   |          | 141    | CSM București |
| 9   | Centru          | Grâce Zaadi             | 7 iulie 1993           | 1,71 m   |          | 55     | CSM București |
| 10  | Inter stânga    | Ștefania Stoica         | 24 august 2003         | 1,82 m   |          | 23     | CSM București |
| 12  | Portar          | Marie Davidsen          | 20 august 1993         | 1,78 m   |          | 0      | CSM București |
| 14  | Inter stânga    | Kalidiatou Niakaté      | 15 martie 1995         | 1,77 m   |          | 10     | CSM București |
| 15  | Inter dreapta   | Andrea Klikovac         | 5 mai 1991             | 1,74 m   |          | 9      | CSM București |
| 16  | Portar          | Evelina Eriksson        | 20 august 1996         | 1,84 m   |          | 4      | CSM București |
| 17  | Centru          | Elizabeth Omoregie      | 29 decembrie 1996      | 1,78 m   |          | 84     | CSM București |
| 21  | Extremă stânga  | Alexandra Dindiligan    | 16 februarie 1997      | 1,69 m   |          | 38     | CSM București |
| 28  | Extremă stânga  | Siraba Dembélé Pavlović | 28 iunie 1986          | 1,72 m   |          | 103    | CSM București |
| 49  | Pivot           | Andreea Ailincăi        | 15 decembrie 2003      | 1,85 m   |          | 9      | CSM București |
| 51  | Extremă dreapta | Marina Sudakova         | 17 februarie 1989      | 1,64 m   |          | 42     | CSM București |
| 66  | Pivot           | Ema Ramusović           | 28 noiembrie 1996      | 1,87 m   |          | 31     | CSM București |
| 77  | Pivot           | Crina Pintea            | 3 aprilie 1990         | 1,92 m   |          | 76     | CSM București |
|     | Centru          | Andreea Rotaru1)        | 20 februarie 1994      | 1,75 m   |          | 10     | CSM București |
|     | Extremă stânga  | Mariam Mohamed2)        | 27 august 2004         | 1,71 m   |          | 2      | CSM București |

1) Transferată pe 30 noiembrie 2022;
2) De la echipa de tineret;

### CS Rapid București
Antrenor principal:  Kim Rasmussen (din 8 martie 2023)
Antrenor principal:  Carlos Viver (până pe 3 martie 2023)
Antrenor secund:  David Ginesta
Antrenor secund:  Florin Ciupitu
Antrenor pentru portari:  Gabriel Borodi
| Nr. | Post            | Nume                            | Data nașterii (vârsta) | Înălțime | Selecții | Goluri | Echipă             |
| --- | --------------- | ------------------------------- | ---------------------- | -------- | -------- | ------ | ------------------ |
| 7   | Centru          | Eliza Buceschi (căpitan)        | 1 august 1993          | 1,77 m   |          | 100    | CS Rapid București |
| 10  | Pivot           | Albertina Kassoma5)             | 12 iunie 1996          | 1,94 m   |          | 23     | CS Rapid București |
| 11  | Inter stânga    | Gabriela Perianu                | 20 iunie 1994          | 1,87 m   |          | 4      | CS Rapid București |
| 12  | Portar          | Diana Ciucă                     | 1 iunie 2000           | 1,80 m   |          | 1      | CS Rapid București |
| 16  | Portar          | Denisa Șandru                   | 27 septembrie 1994     | 1,81 m   |          | 1      | CS Rapid București |
| 17  | Extremă dreapta | Marta López                     | 4 februarie 1990       | 1,68 m   |          | 47     | CS Rapid București |
| 18  | Extremă stânga  | Jennifer Gutiérrez              | 20 februarie 1995      | 1,69 m   |          | 45     | CS Rapid București |
| 20  | Extremă stânga  | Dorina Korsós                   | 3 septembrie 1995      | 1,69 m   |          | 72     | CS Rapid București |
| 21  | Inter dreapta   | Irene Espínola                  | 19 decembrie 1992      | 1,84 m   |          | 31     | CS Rapid București |
| 22  | Inter stânga    | Orlane Kanor                    | 16 iunie 1997          | 1,78 m   |          | 97     | CS Rapid București |
| 23  | Portar          | Ivana Kapitanović               | 17 septembrie 1994     | 1,83 m   |          | 1      | CS Rapid București |
| 27  | Pivot           | Lorena Ostase                   | 25 iulie 1997          | 1,79 m   |          | 76     | CS Rapid București |
| 34  | Centru          | Alicia Fernández                | 21 decembrie 1992      | 1,72 m   |          | 52     | CS Rapid București |
| 35  | Inter dreapta   | Azenaide Carlos6)               | 14 iunie 1990          | 1,71 m   |          | 5      | CS Rapid București |
| 44  | Pivot           | Ainhoa Hernández                | 27 aprilie 1994        | 1,80 m   |          | 47     | CS Rapid București |
| 64  | Inter dreapta   | Alexandra Lacrabère (căpitan)2) | 27 aprilie 1987        | 1,77 m   |          | 19     | CS Rapid București |
| 77  | Extremă dreapta | Alexandra Badea                 | 22 mai 1998            | 1,75 m   |          | 66     | CS Rapid București |
| 79  | Centru          | Estavana Polman4)               | 5 august 1992          | 1,74 m   |          | 38     | CS Rapid București |
| 88  | Inter dreapta   | Anđela Janjušević3)             | 15 iunie 1995          | 1,78 m   |          | 9      | CS Rapid București |
| 90  | Inter stânga    | Isabel Guialo1)                 | 8 aprilie 1990         | 1,80 m   |          | 1      | CS Rapid București |
| 99  | Inter stânga    | Sorina Grozav                   | 27 mai 1999            | 1,75 m   |          | 117    | CS Rapid București |

1) Contract reziliat pe 8 septembrie 2022;
2) Contract reziliat, pe 21 octombrie 2022;
3) Transferată pe 25 noiembrie 2022, de la echipa maghiară Siófok KC;
4) Transferată, pe 29 noiembrie 2022, de la echipa daneză Nykøbing Falster Håndboldklub;
5) Împrumutată de la echipa angoleză CD Primeiro de Agosto Luanda;
6) Transferată de la echipa turcă Kastamonu Belediyesi GSK;

### SCM Gloria Buzău
Antrenor principal:  Daniel Anca (din 5 ianuarie 2023)
Antrenor principal:  Adrian Chiruț (până pe 30 decembrie 2022)
Antrenor secund:
Antrenor pentru portari:  Alina Iordache
| Nr. | Post            | Nume                     | Data nașterii (vârsta) | Înălțime | Selecții | Goluri | Echipă           |
| --- | --------------- | ------------------------ | ---------------------- | -------- | -------- | ------ | ---------------- |
| 4   | Pivot           | Iaroslava Burlacenko     | 14 mai 1992            | 1,79 m   |          | 68     | SCM Gloria Buzău |
| 6   | Pivot           | Alexandra Subțirică      | 8 decembrie 1987       | 1,70 m   |          | 0      | SCM Gloria Buzău |
| 7   | Centru          | Valentina Blažević       | 14 februarie 1994      | 1,70 m   |          | 64     | SCM Gloria Buzău |
| 13  | Inter stânga    | Ioana Stancu             | 6 aprilie 2004         | 1,78 m   |          | 0      | SCM Gloria Buzău |
| 14  | Inter dreapta   | Fanta Keita1)            | 17 octombrie 1995      | 1,72 m   |          | 38     | SCM Gloria Buzău |
| 16  | Portar          | Ljubica Nenezić          | 15 ianuarie 1997       | 1,79 m   |          | 1      | SCM Gloria Buzău |
| 17  | Centru          | Carmen Stoleru (căpitan) | 11 octombrie 1986      | 1,73 m   |          | 6      | SCM Gloria Buzău |
| 18  | Extremă dreapta | Luana Drăgunoiu          | 18 februarie 2002      | 1,59 m   |          | 2      | SCM Gloria Buzău |
| 21  | Centru          | Diana Ilina              | 4 ianuarie 1996        | 1,74 m   |          | 119    | SCM Gloria Buzău |
| 25  | Extremă stânga  | Oana Sîrb                | 11 decembrie 2002      | 1,71 m   |          | 6      | SCM Gloria Buzău |
| 28  | Extremă stânga  | Alina Czeczi             | 15 octombrie 1989      | 1,66 m   |          | 50     | SCM Gloria Buzău |
| 30  | Centru          | Mădălina Zamfirescu      | 31 octombrie 1994      | 1,78 m   |          | 41     | SCM Gloria Buzău |
| 31  | Inter stânga    | Bianca Harabagiu         | 31 mai 1995            | 1,81 m   |          | 53     | SCM Gloria Buzău |
| 32  | Portar          | Raluca Kelemen           | 24 iunie 1998          | 1,80 m   |          | 2      | SCM Gloria Buzău |
| 33  | Inter dreapta   | Natalia Vasilevskaia     | 23 februarie 1991      | 1,73 m   |          | 18     | SCM Gloria Buzău |
| 43  | Portar          | Marta Batinović          | 20 aprilie 1990        | 1,84 m   |          | 3      | SCM Gloria Buzău |
| 77  | Extremă stânga  | Ana Maria Iuganu         | 25 februarie 1990      | 1,75 m   |          | 114    | SCM Gloria Buzău |
| 79  | Extremă dreapta | Andra Moroianu           | 15 septembrie 2000     | 1,72 m   |          | 63     | SCM Gloria Buzău |
| 83  | Pivot           | Marija Petrović          | 18 martie 1994         | 1,85 m   |          | 51     | SCM Gloria Buzău |
| 88  | Inter stânga    | Kristina Prkačin         | 21 octombrie 1997      | 1,83 m   |          | 18     | SCM Gloria Buzău |
| 96  | Inter dreapta   | Alina Ilie               | 13 mai 1996            | 1,77 m   |          | 7      | SCM Gloria Buzău |

1) Transferată, pe 25 noiembrie 2022, de la echipa franceză Fleury Loiret HB;

### CS Măgura Cisnădie
Antrenor principal:  Alexandru Weber
Antrenor secund:  Bogdan Nițu
| Nr. | Post                  | Nume                | Data nașterii (vârsta) | Înălțime | Selecții | Goluri | Echipă             |
| --- | --------------------- | ------------------- | ---------------------- | -------- | -------- | ------ | ------------------ |
| 1   | Portar                | Andreea Ilie        | 2 februarie 2000       | 1,73 m   |          | 0      | CS Măgura Cisnădie |
| 2   | Centru                | Andreea Ianăși1)    | 2 decembrie 1992       | 1,70 m   |          | 9      | CS Măgura Cisnădie |
| 4   | Extremă dreapta       | Cristina Mitrache   | 2 februarie 1997       | 1,75 m   |          | 3      | CS Măgura Cisnădie |
| 6   | Extremă stânga        | Abigail Vălean      | 14 februarie 1994      | 1,71 m   |          | 5      | CS Măgura Cisnădie |
| 9   | Inter stânga          | Aslı İskit          | 7 decembrie 1993       | 1,78 m   |          | 133    | CS Măgura Cisnădie |
| 10  | Inter stânga          | Iulia Gareaeva      | 24 mai 1996            | 1,80 m   |          | 124    | CS Măgura Cisnădie |
| 11  | Pivot                 | Mouna Jlezi         | 22 iunie 1991          | 1,73 m   |          | 30     | CS Măgura Cisnădie |
| 13  | Inter stânga          | Giulia Guarieiro    | 24 iulie 1995          | 1,74 m   |          | 32     | CS Măgura Cisnădie |
| 14  | Centru/Pivot          | Dana Abed-Kader     | 21 iunie 1996          | 1,74 m   |          | 70     | CS Măgura Cisnădie |
| 16  | Portar                | Ana Maria Măzăreanu | 4 februarie 1993       | 1,80 m   |          | 0      | CS Măgura Cisnădie |
| 18  | Inter dreapta         | Elena Gjeorgjievska | 27 martie 1990         | 1,79 m   |          | 28     | CS Măgura Cisnădie |
| 23  | Pivot                 | Timea Tătar         | 28 iulie 1989          | 1,71 m   |          | 34     | CS Măgura Cisnădie |
| 24  | Centru                | Elena Roșu          | 24 martie 1997         | 1,74 m   |          | 66     | CS Măgura Cisnădie |
| 25  | Pivot                 | Cynthia Tomescu     | 30 iulie 1991          | 1,80 m   |          | 7      | CS Măgura Cisnădie |
| 27  | Extremă dreapta       | Marilena Neagu      | 27 octombrie 1989      | 1,70 m   |          | 121    | CS Măgura Cisnădie |
| 77  | Centru/Extremă stânga | Valentina Bardac    | 1 ianuarie 1988        | 1,65 m   |          | 65     | CS Măgura Cisnădie |
| 85  | Portar                | Mirela Pașca        | 26 septembrie 1985     | 1,78 m   |          | 0      | CS Măgura Cisnădie |

1) Transferată, pe 28 decembrie 2022, la SCM Râmnicu Vâlcea;'

### SCM Craiova
Antrenor principal:  Bogdan Burcea
Antrenor secund:   Florentina Stanciu
| Nr. | Post            | Nume                      | Data nașterii (vârsta) | Înălțime | Selecții | Goluri | Echipă      |
| --- | --------------- | ------------------------- | ---------------------- | -------- | -------- | ------ | ----------- |
| 3   | Extremă dreapta | Adina Cace                | 29 iulie 2000          | 1,69 m   |          | 44     | SCM Craiova |
| 4   | Extremă stânga  | Samira Rocha1)            | 26 ianuarie 1989       | 1,70 m   |          | 40     | SCM Craiova |
| 5   | Centru          | Alina Grigorie            | 18 noiembrie 2003      |          |          | 6      | SCM Craiova |
| 6   | Extremă stânga  | Carmen Șelaru             | 24 septembrie 1991     | 1,70 m   |          | 14     | SCM Craiova |
| 7   | Pivot           | Ruth João                 | 17 octombrie 1998      | 1,82 m   |          | 54     | SCM Craiova |
| 8   | Inter stânga    | Valentina Ion             | 4 mai 2002             | 1,75 m   |          | 0      | SCM Craiova |
| 9   | Centru          | Ana Paula Rodrigues       | 18 octombrie 1987      | 1,72 m   |          | 40     | SCM Craiova |
| 10  | Extremă dreapta | Patricia Ghețu            |                        |          |          | 3      | SCM Craiova |
| 11  | Centru          | Ana Maria Țicu            | 23 februarie 1992      | 1,68 m   |          | 71     | SCM Craiova |
| 12  | Portar          | Bianca Curmenț            | 12 iunie 1997          | 1,81 m   |          | 2      | SCM Craiova |
| 13  | Extremă stânga  | Dijana Mugoša             | 22 octombrie 1995      | 1,73 m   |          | 2      | SCM Craiova |
| 19  | Centru          | Denisa Vâlcan             | 19 septembrie 2000     | 1,73 m   |          | 23     | SCM Craiova |
| 24  | Portar          | Helena Sousa              | 7 noiembrie 1994       | 1,90 m   |          | 0      | SCM Craiova |
| 26  | Inter stânga    | Nicoleta Tudorică         | 26 noiembrie 1988      | 1,83 m   |          | 5      | SCM Craiova |
| 33  | Extremă dreapta | Katarina Krpež Šlezak     | 2 mai 1988             | 1,69 m   |          | 252    | SCM Craiova |
| 35  | Pivot           | Ștefania Jipa             | 1 martie 2001          | 1,74 m   |          | 18     | SCM Craiova |
| 37  | Extremă stânga  | Hristina Rešetar          | 22 ianuarie 2005       |          |          | 0      | SCM Craiova |
| 39  | Inter stânga    | Melanie Bak               | 30 ianuarie 1994       | 1,72 m   |          | 92     | SCM Craiova |
| 78  | Pivot           | Ana Maria Mincu           | 14 decembrie 2001      |          |          | 0      | SCM Craiova |
| 89  | Inter stânga    | Cristina Zamfir (căpitan) | 29 septembrie 1989     | 1,83 m   |          | 32     | SCM Craiova |
| 91  | Inter stânga    | Alexandra Andrei          | 17 aprilie 1991        | 1,73 m   |          | 19     | SCM Craiova |
|     | Portar          | Anastasija Babović        | 13 decembrie 2000      | 1,82 m   |          | 19     | SCM Craiova |

1) Transferată pe 30 august 2022;

### CSM Galați
Antrenor principal:  Daciana Balaban (din martie 2023)
Antrenor principal:  Valeriu Costea (până pe 28 februarie 2023)
Antrenor secund:
Antrenor pentru portari:  Relu Druțu
| Nr. | Post                | Nume               | Data nașterii (vârsta) | Înălțime | Selecții | Goluri | Echipă     |
| --- | ------------------- | ------------------ | ---------------------- | -------- | -------- | ------ | ---------- |
| 1   | Portar              | Ana Maria Micu     | 15 august 2000         | 1,77 m   |          | 0      | CSM Galați |
| 3   | Extremă stânga      | Ana Maria Lopătaru | 3 octombrie 1999       | 1,70 m   |          | 68     | CSM Galați |
| 5   | Inter stânga        | Cristina Marcu     | 12 aprilie 1995        |          |          | 2      | CSM Galați |
| 6   | Extremă stânga      | Andreea Merlă      | 1 septembrie 2002      | 1,70 m   |          | 7      | CSM Galați |
| 7   | Extremă dreapta     | Iulia Eiler        | 4 august 2002          | 1,67 m   |          | 55     | CSM Galați |
| 9   | Inter stânga/Centru | Cristina Andrița   | 5 septembrie 1994      | 1,81 m   |          | 137    | CSM Galați |
| 10  | Inter stânga/Centru | Mălina Bichir      | 20 februarie 2002      | 1,79 m   |          | 64     | CSM Galați |
| 11  | Inter stânga        | Andreea Prescură   | 4 iunie 2002           | 1,73 m   |          | 23     | CSM Galați |
| 12  | Portar              | Bianca Aron        | 9 noiembrie 1999       |          |          | 0      | CSM Galați |
| 14  | Inter stânga        | Iulia Sava         | 14 iulie 2002          | 1,75 m   |          | 0      | CSM Galați |
| 16  | Portar              | Nicoleta Petre     |                        | 1,83 m   |          | 0      | CSM Galați |
| 17  | Extremă dreapta     | Andreea Taivan     | 27 aprilie 1997        | 1,70 m   |          | 49     | CSM Galați |
| 18  | Centru              | Daniela Corban     | 5 februarie 1996       | 1,68 m   |          | 55     | CSM Galați |
| 20  | Extremă dreapta     | Iasmina Ichim      | 11 noiembrie 2001      | 1,75 m   |          | 35     | CSM Galați |
| 22  | Pivot               | Raluca Tănasă      | 21 iulie 2000          | 1,76 m   |          | 0      | CSM Galați |
| 23  | Pivot               | Mădălina Manolachi | 11 februarie 1994      | 1,74 m   |          | 56     | CSM Galați |
| 27  | Pivot               | Mădălina Mureș     | 27 mai 1994            | 1,75 m   |          | 7      | CSM Galați |
| 71  | Centru              | Ivana Đurović      | 3 iulie 2002           | 1,88 m   |          | 1      | CSM Galați |
| 77  | Pivot               | Katarina Mančić    | 19 iunie 1997          | 1,77 m   |          | 14     | CSM Galați |
| 89  | Extremă stânga      | Bianca Zegrean     | 23 august 1997         | 1,66 m   |          | 0      | CSM Galați |
| 96  | Portar              | Alexandra Prodan   | 11 iunie 1996          |          |          | 2      | CSM Galați |
| 99  | Centru              | Andreea Sandu      | 11 mai 2002            |          |          | 22     | CSM Galați |

### CS Dacia Mioveni 2012
Antrenor principal:  Victorina Bora (din 6 martie 2023)
Antrenor principal:  Robert Licu (din 14 noiembrie 2022 până pe 6 martie 2023)
Antrenor principal:  Alin Oprescu (din 30 august 2022 până pe 14 noiembrie 2022)
Antrenor principal:  Goran Kurteš (până pe 30 august 2022)
Antrenor secund:  Alin Oprescu
| Nr. | Post            | Nume                     | Data nașterii (vârsta) | Înălțime | Selecții | Goluri | Echipă                |
| --- | --------------- | ------------------------ | ---------------------- | -------- | -------- | ------ | --------------------- |
| 3   | Inter stânga    | Geanina Nițu             | 13 martie 1999         | 1,76 m   |          | 15     | CS Dacia Mioveni 2012 |
| 5   | Centru          | Judith Vizuete           | 20 iulie 1995          | 1,71 m   |          | 51     | CS Dacia Mioveni 2012 |
| 7   | Extremă dreapta | Ana Maria Simion         | 5 octombrie 1988       | 1,68 m   |          | 31     | CS Dacia Mioveni 2012 |
| 8   | Inter stânga    | Alexandra Georgescu      | 31 mai 1995            | 1,77 m   |          | 16     | CS Dacia Mioveni 2012 |
| 9   | Inter stânga    | Irina Ivan               | 6 martie 1992          | 1,85 m   |          | 5      | CS Dacia Mioveni 2012 |
| 10  | Centru          | Dora Krsnik              | 19 ianuarie 1992       | 1,70 m   |          | 84     | CS Dacia Mioveni 2012 |
| 12  | Portar          | Ana Maria Mîrcă          | 3 februarie 1984       | 1,77 m   |          | 2      | CS Dacia Mioveni 2012 |
| 13  | Centru          | Roxana Beșleagă          | 27 septembrie 2000     | 1,68 m   |          | 23     | CS Dacia Mioveni 2012 |
| 17  | Extremă stânga  | Bianca Sărățeanu         |                        | 1,61 m   |          | 15     | CS Dacia Mioveni 2012 |
| 18  | Pivot           | Sarah Darie              | 25 aprilie 2002        | 1,80 m   |          | 1      | CS Dacia Mioveni 2012 |
| 21  | Portar          | Mădălina Ion             | 23 februarie 1996      | 1,79 m   |          | 0      | CS Dacia Mioveni 2012 |
| 23  | Extremă stânga  | Marina Ilie              | 11 ianuarie 2001       | 1,70 m   |          | 33     | CS Dacia Mioveni 2012 |
| 28  | Pivot           | Roxana Cîrjan            | 28 septembrie 1994     | 1,73 m   |          | 69     | CS Dacia Mioveni 2012 |
| 29  | Inter dreapta   | Laura Moldovan           | 29 iunie 1994          | 1,81 m   |          | 16     | CS Dacia Mioveni 2012 |
| 55  | Portar          | Noemi Dumitrașcu         |                        |          |          | 0      | CS Dacia Mioveni 2012 |
| 67  | Inter dreapta   | Ștefania Lazăr (căpitan) | 15 aprilie 1989        | 1,77 m   |          | 80     | CS Dacia Mioveni 2012 |
| 93  | Inter stânga    | Bojana Milić             | 30 ianuarie 1993       | 1,83 m   |          | 33     | CS Dacia Mioveni 2012 |
| 94  | Inter stânga    | Claudia Constantinescu   | 18 iunie 1994          | 1,78 m   |          | 155    | CS Dacia Mioveni 2012 |
| 99  | Extremă stânga  | Raluca Nicolae           | 28 ianuarie 1999       |          |          | 29     | CS Dacia Mioveni 2012 |

### SCM Râmnicu Vâlcea
Antrenor principal:  Bent Dahl
Antrenor pentru portari:  Daniela Joița
| Nr. | Post                | Nume                       | Data nașterii (vârsta) | Înălțime | Selecții | Goluri | Echipă             |
| --- | ------------------- | -------------------------- | ---------------------- | -------- | -------- | ------ | ------------------ |
| 1   | Portar              | Daciana Hosu               | 16 ianuarie 1998       | 1,82 m   |          | 0      | SCM Râmnicu Vâlcea |
| 2   | Centru              | Andreea Ianăși1)           | 2 decembrie 1992       | 1,70 m   |          | 9      | SCM Râmnicu Vâlcea |
| 3   | Extremă stânga      | Elin Hansson               | 7 august 1996          | 1,73 m   |          | 63     | SCM Râmnicu Vâlcea |
| 5   | Centru              | Amalia Coman               | 29 iulie 2000          | 1,78 m   |          | 10     | SCM Râmnicu Vâlcea |
| 6   | Pivot               | Asma Elghaoui              | 29 august 1991         | 1,70 m   |          | 111    | SCM Râmnicu Vâlcea |
| 7   | Extremă dreapta     | Evghenia Levcenko          | 9 noiembrie 1994       | 1,70 m   |          | 26     | SCM Râmnicu Vâlcea |
| 8   | Pivot               | Bobana Klikovac            | 27 iunie 1995          | 1,81 m   |          | 19     | SCM Râmnicu Vâlcea |
| 9   | Pivot               | Raluca Băcăoanu            | 2 mai 1989             | 1,77 m   |          | 15     | SCM Râmnicu Vâlcea |
| 17  | Inter dreapta       | Tanja Ašanin               | 5 noiembrie 1996       | 1,88 m   |          | 16     | SCM Râmnicu Vâlcea |
| 18  | Inter dreapta       | Daria Bucur                | 11 iulie 1999          | 1,81 m   |          | 60     | SCM Râmnicu Vâlcea |
| 19  | Centru              | Daniela de Jong            | 1 septembrie 1998      | 1,77 m   |          | 69     | SCM Râmnicu Vâlcea |
| 22  | Extremă stânga      | Cristina Florica (căpitan) | 11 mai 1992            | 1,62 m   |          | 17     | SCM Râmnicu Vâlcea |
| 23  | Centru/Inter stânga | Irina Glibko               | 18 februarie 1990      | 1,70 m   |          | 190    | SCM Râmnicu Vâlcea |
| 24  | Inter stânga        | Jovana Kovačević           | 9 aprilie 1996         | 1,78 m   |          | 68     | SCM Râmnicu Vâlcea |
| 26  | Portar              | Isabell Roch               | 26 iulie 1990          | 1,74 m   |          | 0      | SCM Râmnicu Vâlcea |
| 27  | Extremă dreapta     | Asuka Fujita               | 14 februarie 1992      | 1,66 m   |          | 110    | SCM Râmnicu Vâlcea |
| 77  | Portar              | Sara Rus                   | 29 septembrie 2002     | 1,89 m   |          | 0      | SCM Râmnicu Vâlcea |
| 89  | Extremă stânga      | Corina Lupei2)             | 12 iulie 2002          | 1,75 m   |          | 15     | SCM Râmnicu Vâlcea |
| 92  | Inter stânga        | Raluca Dăscălete           | 8 ianuarie 1992        | 1,84 m   |          | 1      | SCM Râmnicu Vâlcea |

1) Transferată, pe 28 decembrie 2022, de la CS Măgura Cisnădie;'
2) Până pe 28 februarie 2023;

### CSM Slatina
Antrenor principal:  Adrian Chiruț (din 12 februarie 2023)
Antrenor principal:  Iulian Perpelea (din 7 februarie 2023 până pe 12 februarie 2023)
Antrenor principal:  Victorina Bora (până pe 7 februarie 2023)
Antrenor secund:  Iulian Perpelea (până pe 7 februarie 2023; din 12 februarie 2023)
| Nr. | Post            | Nume                 | Data nașterii (vârsta) | Înălțime | Selecții | Goluri | Echipă      |
| --- | --------------- | -------------------- | ---------------------- | -------- | -------- | ------ | ----------- |
| 1   | Portar          | Viktoria Timoșenkova | 4 noiembrie 1983       | 1,83 m   |          | 1      | CSM Slatina |
| 2   | Inter stânga    | Diana Lixăndroiu     | 14 august 2005         | 1,79 m   |          | 104    | CSM Slatina |
| 3   | Centru          | Adina Cîrligeanu     | 11 martie 1991         | 1,80 m   |          | 46     | CSM Slatina |
| 6   | Centru          | Geanina Drăghici     | 8 februarie 1989       | 1,70 m   |          | 0      | CSM Slatina |
| 8   | Inter stânga    | Andreea Bogdanovici  | 9 iulie 1992           | 1,78 m   |          | 36     | CSM Slatina |
| 9   | Pivot           | Elena Fulgoi         | 1 octombrie 1999       |          |          | 28     | CSM Slatina |
| 10  | Inter stânga    | Sonia Vasiliu        | 11 ianuarie 1996       | 1,82 m   |          | 13     | CSM Slatina |
| 11  | Inter dreapta   | Valentina Lecu       | 14 septembrie 2004     | 1,70 m   |          | 2      | CSM Slatina |
| 12  | Portar          | Andreea Chetraru     | 5 decembrie 2000       | 1,75 m   |          | 0      | CSM Slatina |
| 13  | Pivot           | Teodora Popescu      | 7 noiembrie 1998       | 1,75 m   |          | 37     | CSM Slatina |
| 15  | Extremă stânga  | Hermina Olaru        | 17 decembrie 1996      | 1,68 m   |          | 51     | CSM Slatina |
| 16  | Portar          | Elena Nagy           | 21 ianuarie 1998       | 1,76 m   |          | 0      | CSM Slatina |
| 17  | Centru          | Rebeca Necula        | 17 mai 2003            | 1,68 m   |          | 83     | CSM Slatina |
| 20  | Inter dreapta   | Natalia Striukova2)  | 14 septembrie 1997     | 1,70 m   |          | 23     | CSM Slatina |
| 21  | Pivot           | Florentina Dragomir  | 24 ianuarie 1996       | 1,70 m   |          | 26     | CSM Slatina |
| 22  | Inter stânga    | Sabrina Lazea        | 1 noiembrie 1997       | 1,80 m   |          | 5      | CSM Slatina |
| 23  | Extremă stânga  | Diana Fînaru3)       | 23 aprilie 2001        | 1,65 m   |          | 4      | CSM Slatina |
| 29  | Inter dreapta   | Adriana Țăcălie1)    | 29 ianuarie 1989       | 1,80 m   |          | 5      | CSM Slatina |
| 34  | Extremă dreapta | Andreea Coman        | 29 septembrie 2003     | 1,70 m   |          | 71     | CSM Slatina |
| 98  | Inter stânga    | Mara Matea           | 12 iunie 2002          | 1,81 m   |          | 48     | CSM Slatina |

1) Transferată, pe 22 decembrie 2022, de la CSM Târgu Jiu;
2) Transferată în ianuarie 2023 de la CS Gloria 2018 Bistrița-Năsăud;
3) Transferată în februarie 2023 la CSM Unirea Slobozia;

### CSM Târgu Jiu
Antrenor principal:  Liviu Andrieș
Antrenor secund:  Andrei Enache
Antrenor pentru portari:  Grigore Albici
| Nr. | Post                 | Nume                      | Data nașterii (vârsta) | Înălțime | Selecții | Goluri | Echipă        |
| --- | -------------------- | ------------------------- | ---------------------- | -------- | -------- | ------ | ------------- |
| 1   | Portar               | Ekaterina Djukeva         | 8 mai 1988             | 1,85 m   |          | 0      | CSM Târgu Jiu |
| 2   | Pivot                | Bianca Chiriță            | 16 noiembrie 2000      |          |          | 5      | CSM Târgu Jiu |
| 3   | Inter stânga         | Oana Bucă                 | 13 martie 1997         |          |          | 81     | CSM Târgu Jiu |
| 4   | Extremă stânga       | Vanessa Predescu5)        | 5 februarie 2004       | 1,63 m   |          | 0      | CSM Târgu Jiu |
| 6   | Centru               | Alexandra Gavrilă         | 16 iunie 1995          | 1,71 m   |          | 101    | CSM Târgu Jiu |
| 8   | Pivot/Centru         | Angela Pușcaș             | 23 ianuarie 1995       | 1,76 m   |          | 82     | CSM Târgu Jiu |
| 9   | Pivot / Inter stânga | Valentina Trică (căpitan) | 15 ianuarie 1997       |          |          | 3      | CSM Târgu Jiu |
| 12  | Portar               | Alina Ciuchiatu           | 4 februarie 2002       |          |          | 0      | CSM Târgu Jiu |
| 16  | Portar               | Elena Marica-Bercu        | 9 aprilie 2003         |          |          | 0      | CSM Târgu Jiu |
| 20  | Extremă dreapta      | Daniela Necula            | 22 septembrie 2000     |          |          | 2      | CSM Târgu Jiu |
| 22  | Pivot                | Mirabela Coteț2)          | 22 februarie 2001      | 1,75 m   |          | 28     | CSM Târgu Jiu |
| 23  | Inter stânga         | Irina Zinatulina          | 12 septembrie 2000     |          |          | 44     | CSM Târgu Jiu |
| 27  | Extremă stânga       | Andreea Chiricuță3)       | 27 februarie 1994      | 1,66 m   |          | 37     | CSM Târgu Jiu |
| 29  | Inter dreapta        | Adriana Țăcălie1)4)       | 29 ianuarie 1989       | 1,80 m   |          | 0      | CSM Târgu Jiu |
| 30  | Extremă stânga       | Pal Ceandani              | 12 martie 1997         | 1,71 m   |          | 17     | CSM Târgu Jiu |
| 64  | Extremă dreapta      | Florența Ilie             | 21 iulie 1996          | 1,70 m   |          | 26     | CSM Târgu Jiu |
| 66  | Inter stânga         | Iulia Andrei              | 19 martie 1997         | 1,76 m   |          | 4      | CSM Târgu Jiu |
| 89  | Portar               | Cristina Popovici         | 19 octombrie 1989      | 1,76 m   |          | 1      | CSM Târgu Jiu |
| 92  | Pivot                | Ana Ciolan                | 29 septembrie 1992     | 1,79 m   |          | 63     | CSM Târgu Jiu |
| 94  | Extremă dreapta      | Cristina Boian            | 28 aprilie 1994        | 1,64 m   |          | 26     | CSM Târgu Jiu |
| 95  | Inter dreapta        | Katarina Pavlović         | 30 ianuarie 1995       | 1,80 m   |          | 74     | CSM Târgu Jiu |
| 99  | Centru               | Sabine Klimek             | 13 martie 1991         | 1,73 m   |          | 48     | CSM Târgu Jiu |

1) Transferată pe 15 septembrie 2022;
2) Transferată, pe 6 decembrie 2022, de la HC Dunărea Brăila;
3) Transferată pe 6 decembrie 2022;
4) Transferată, pe 22 decembrie 2022, la CSM Slatina;
5) Până în septembrie 2022;

### HC Zalău
Antrenor principal:  Gheorghe Tadici
Antrenor secund:  Elena Tadici
| Nr. | Post                | Nume                | Data nașterii (vârsta) | Înălțime | Selecții | Goluri | Echipă   |
| --- | ------------------- | ------------------- | ---------------------- | -------- | -------- | ------ | -------- |
| 1   | Portar              | Viorica Țăgean      | 3 mai 1989             | 1,82 m   |          | 0      | HC Zalău |
| 3   | Centru/Inter stânga | Diana Nichitean     | 11 martie 1998         | 1,80 m   |          | 7      | HC Zalău |
| 4   | Centru              | Martina De Santis1) | 24 mai 2003            | 1,80 m   |          | 0      | HC Zalău |
| 5   | Inter stânga        | Emilija Lazić       | 4 august 2000          | 1,78 m   |          | 103    | HC Zalău |
| 6   | Inter dreapta       | Bianca Berbece      | 26 octombrie 1999      | 1,83 m   |          | 53     | HC Zalău |
| 8   | Extremă stânga      | Roberta Stamin      | 25 februarie 2001      | 1,75 m   |          | 83     | HC Zalău |
| 9   | Inter dreapta       | Andreea Mărginean   | 17 ianuarie 1990       | 1,85 m   |          | 11     | HC Zalău |
| 10  | Extremă dreapta     | Alexandra Vrabie    | 11 iunie 2000          | 1,72 m   |          | 34     | HC Zalău |
| 11  | Centru              | Andreea Bujor       | 30 noiembrie 2001      | 1,86 m   |          | 60     | HC Zalău |
| 12  | Portar              | Paula Teodorescu    | 26 martie 1984         | 1,76 m   |          | 1      | HC Zalău |
| 14  | Pivot               | Florentina Moisin   | 3 aprilie 1997         |          |          | 22     | HC Zalău |
| 15  | Extremă stânga      | Andreea Mihart      | 11 noiembrie 1999      | 1,72 m   |          | 112    | HC Zalău |
| 16  | Portar              | Alexandra Popescu   | 23 septembrie 1999     |          |          | 0      | HC Zalău |
| 18  | Centru              | Krisztina Tóth      | 27 martie 2002         | 1,70 m   |          | 56     | HC Zalău |
| 19  | Inter stânga        | Aleksandra Prikop   | 25 ianuarie 1999       | 1,83 m   |          | 27     | HC Zalău |
| 20  | Centru/Inter stânga | Ioana Bălăceanu     | 13 februarie 2001      | 1,74 m   |          | 2      | HC Zalău |
| 22  | Pivot               | Daniela Marin       | 11 aprilie 2000        | 1,79 m   |          | 23     | HC Zalău |
| 23  | Pivot               | Andriana Naumenko   | 12 decembrie 1998      | 1,82 m   |          | 43     | HC Zalău |

1) Împrumutată în februarie 2023 la CSM Unirea Slobozia;